# Cagnazzo

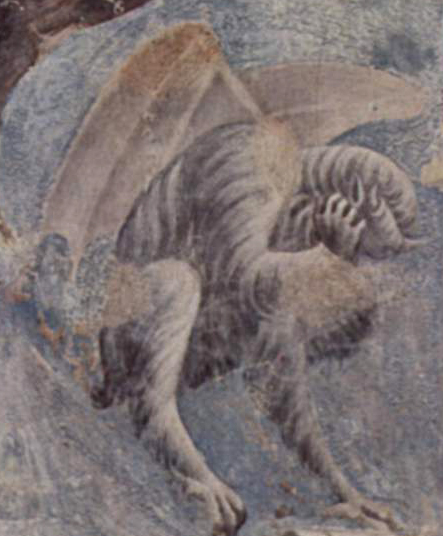
Un diavolo di Giotto, Cappella degli Scrovegni, Padova (1296-1298)

Cagnazzo è un diavolo inventato da Dante Alighieri, che lo inserisce tra I Malebranche, la diabolica truppa di demoni protagonista di un curioso episodio dell'Inferno (Canti XXI, XXII e XXIII). Essi creano con le loro grottesche figure una parentesi dallo stile tipicamente comico che è molto rara nell'opera dantesca e rappresenta una preziosissima testimonianza di come il grande poeta sapesse adattare con duttilità la sua poesia ai più svariati generi.
Il suo nome vuol dire cagnaccio, oppure il colore dei nasi dei cani (come "paonazzo") ed è chiaro il riferimento animalesco alla sua figura: il poeta rincarerà la connotazione riferendosi poi al suo muso. 
Egli viene chiamato da Malacoda, il capo di questo gruppo di diavoli, a far parte della scorta - non richiesta - che viene assegnata a Dante e Virgilio per il passaggio della bolgia dei barattieri (puniti tramite immersione nella pece bollente) alla ricerca di un nuovo ponte da attraversare, dopo aver scoperto che quello più diretto era crollato, che, si scoprirà solo alla fine del XXIII Canto, in verità non esiste.
(XXII, vv.106)
Quando il dannato pescato dalla pece, Ciampolo di Navarra, propone di essere liberato in cambio di suffolare un segnale speciale che richiami a galla molti altri dannati, Cagnazzo è il più scettico alla proposta perché ha immaginato che così il dannato potrà facilmente beffarli scappando nella pece. 
Dopo però che Alichino ha garantito che se egli fuggisse le sue ali sarebbero più veloci di un cavallo al galoppo nel volare a riacciuffarlo, Cagnazzo è il primo ad allontanarsi dalla riva e a nascondersi come chiesto da dannato. Questo è un sottile particolare psicologico, cioè colui che era il più contrario diventi il primo a  eseguire un ordine, e si può interpretare come prova del convincimento di Cagnazzo, che ha cambiato l'opposizione in zelo. Ma può essere anche una allusione al disincanto di Cagnazzo, come se egli sottintendesse che prima finisce la pagliacciata, meglio sarebbe stato per tutti. 

## Il cognome
- In Toscana esisteva una famiglia di nome Cagnasso. Cagnazzo è oggi un cognome molto diffuso in alcuni paesi del Salento.[senza fonte]